# Clemente Villada y Cabrera
Clemente José de Villada y Cabrera (Ischilín, 22 de noviembre de 1822 - Córdoba, 7 de mayo de 1881), fue un abogado, hacendado y político argentino. Perteneció al Congreso Constituyente que en 1853 sancionó la primera constitución nacional. A lo largo de su carrera, ocupó diversos cargos tanto a nivel provincial como nacional, entre ellos diputado nacional, senador, diputado y ministro de gobierno la Provincia de Córdoba, y rector de la Universidad Nacional de Córdoba.

## Biografía

### Familia
Nace en una hacendada familia de la aristocracia cordobesa. Su padre fue Juan José de la Cruz Villada, descendiente de una antigua familia salteña que se ramificó en la provincia de Córdoba a principios del siglo XVII. Su madre, Manuela de Cabrera y Cáceres de Baigorri, perteneciente al tronco de los Cabrera, descendiente directa del fundador de la Ciudad de Córdoba, Jerónimo Luis de Cabrera, además nieta del General Don Juan Clemente de Baigorri, sucesor en el mayorazgo de Sañogasta y Encomendero de Nondolma, y biznieta de Don Pedro de Baigorri: Caballero de la Orden de Santiago, gobernador y capitán general del Río de la Plata.
A los dieciséis años de edad, en 1838, ingresó en el Colegio Monserrat. Posterior a ello –igual que su padre y su abuelo– estudió Derecho en la Universidad Nacional de Córdoba, recibiéndose el 28 de agosto de 1848 con el grado de Licenciado y Doctor en Derecho Civil, distinguido con diploma de honor.

### Inicio en la política
En el año de 1850, con tan solo 28 años, fue elegido Diputado a la Legislatura provincial. Gobernaba entonces la provincia de Córdoba el Coronel Manuel López. Este mandatario recibió en esa época del General Justo José de Urquiza la carta siguiente:

En una de las cartas del 30 me habla Vd. de la indicación que yo hice transmitir a Vd. respecto de lo conveniente que sería que nombrase un ministro general que demostrase la sinceridad de las declaraciones de ese gobierno y . . . pensando en el doctor Clemente J. Villada. En obsequio de la justicia debo declararle que cuando hice la indicación, muy distante estuve de poner en duda la capacidad, patriotismo y honradez del señor Amézaga, pues al contrario, tenía respecto de él las mejores informaciones. Lo que únicamente creía yo que faltaba al señor Amézaga era energía, y esto fue el fundamento que tuve para fijarme en don Clemente J. Villada
General Justo José de Urquiza

Tal nombramiento no llegó a efectuarse a causa de la revolución del 27 de abril de 1852, que acaudillaron el Coronel Manuel D. Pizarro y el Teniente Coronel Manuel Antonio de Zavalía
La primera sesión que realizó el Congreso Constituyente fue el día 15 de noviembre de 1852, durante la cual se nombró Presidente provisional al más anciano de sus Diputados, Fray José Manuel Pérez, y secretario interino al más joven, el doctor Delfín B. Huergo. El doctor Villada y Cabrera asistió a todas las sesiones que se realizaron desde la primera, hasta la del día 10 de febrero de 1853, en que entró a reemplazarlo Santiago Derqui.

### Diputado provincial y Constitución de Córdoba
En el año 1855, Clemente José Villada Cabrera fue nombrado Diputado a la Legislatura provincial, y fue miembro de la Convención Constituyente del Consejo de Gobierno creado por el Poder Ejecutivo de Córdoba, Convención que sancionó la primera Constitución de Córdoba.
En 1871 resultó electo Senador provincial por Río Seco, y en 1872 fue electo Diputado Nacional por la provincia de Córdoba. Su diploma fue aprobado en la sesión del 19 de agosto de 1872. Prestó el juramento de ley en la sesión del 19 de agosto ante lodos los Diputados que entonces formaron la Honorable Cámara. Su actuación como diputado se centró en reivindicar el carácter central de la Provincia de Córdoba, promotor del federalismo. En 1874 es electo vicepresidente de la Cámara.

### Últimos años
El Dr. Villada y Cabrera fue también rector, vicerrector, consiliario y profesor de derecho civil en la Universidad de Córdoba, y redactó juntamente con el doctor Jerónimo Cortes el primer Código de Procedimientos de la Provincia de Córdoba.
Murió de un ataque cardíaco en la ciudad de Córdoba, el 7 de mayo de 1881.

## Legado y descendencia
Desde 1931 funciona en parte de lo que fuera su importante finca el Instituto Técnico Salesiano Villada, en honor al Dr. Villada y Cabrera, y una calle de la Ciudad de Córdoba también lleva su nombre. Su nieta Mercedes Villada Achával fue primera dama de la Argentina, habiendo contraído matrimonio con el General Eduardo Lonardi, líder de la Revolución Libertadora. Asimismo, sus nietos Luis Guillermo Martínez Villada y Clemente Villada Achával fueron protagonistas de una generación intelectual conservadora. Es tatarabuelo de la también Diputada Nacional por Córdoba Leonor Martínez Villada.